# 泣かないわ
「泣かないわ」（なかないわ）は、1976年2月にリリースされた桜田淳子の14枚目のシングルである。

## 収録曲
- 全曲作詞：阿久悠／作曲：森田公一／編曲：萩田光雄

1. 泣かないわ (2分47秒)
2. あなたの接吻（キス）にはトゲがある (2分55秒)